# Kraus
Will Kraus (nascido em 1994 ou 1995) é um produtor musical estadunidense.

## Antecedentes
Kraus cresceu em Dallas. Quando criança, ouvia Good Charlotte, e a fandom de Linkin Park o encorajou a produzir música, inicialmente hip-hop e batidas eletrônicas. Por volta de 2010, descobriu a banda Sigur Rós, "ampliando seu escopo estético", e mais tarde descobriu Odd Future, Danny Brown e A$AP Rocky.
Por volta de 2012, Kraus decidiu que queria seguir uma carreira musical de maneira profissional. Ele recebeu uma carta de aceitação do Instituto Clive Davis de Música Gravada da Universidade de Nova York.

## Carreira
Kraus começou a trabalhar em seu álbum de estreia, End Tomorrow, no início de 2016. Após terminá-lo, enviou e-mails para várias gravadoras e escritores musicais. Brian Justie da Terrible Records aceitou lançar o álbum. End Tomorrow foi lançado em 9 de setembro. Em 28 de setembro, um videoclipe para a música "Pitch Fucker" foi estreado pela Stereogum.
Kraus lançou "Reach" como um single de seu segundo álbum, Path, em 7 de fevereiro de 2018. O segundo single do álbum, "Bum", foi lançado onze dias depois. Path foi lançado em 9 de março. Ian Cohen da Pitchfork deu uma avaliação de 7.3/10. Leor Galil, da Chicago Reader, também falou positivamente sobre o álbum. Um videoclipe para "Bum" foi lançado em 6 de junho. No dia 28, ele lançou o single "More".
Em 8 de julho de 2021, Kraus lançou "Glass Valley" como um single de seu terceiro álbum, View No Country. Mais tarde, lançou os singles "VNC", "Given" e "Redshift". O álbum completo foi lançado no dia 22 de outubro. Em 5 de março de 2022, Kraus lançou Eye Escapes, uma coleção de gravações de 2016 a 2021, principalmente de um álbum perdido entre Path e View No Country.
Em 27 de fevereiro de 2023, Kraus lançou o EP Anything Else.

## Estilo musical e legado
Fontes descrevem o estilo de Kraus como tendo inspirações do dream pop, noise rock, noise pop e shoegaze. Alguns citam que o som do músico se assemelha com o da banda My Bloody Valentine. Chris DeValle da Stereogum disse que End Tomorrow é "um technicolor headfuck bombástico construído a partir de baterias insanas, ondas celestiais de dream pop e vocais fortemente processados". Carly Wu, da Far Out Magazine, elegeu Path como o 18.º melhor álbum de shoegaze de todos os tempos, declarando que é "infalivelmente um dos mais brilhantes álbuns de shoegaze contemporâneo de todos os tempos" e que ascende "à pura perfeição".

## Discografia
Álbuns de estúdio
- End Tomorrow (2016)
- Path (2018)
- View No Country (2021)

Álbuns de compilação
- Eye Escapes (2022)

Extended plays
- Anything Else (2023)

Singles
- "Reach" (2018)
- "Bum" (2018)
- "More" (2018)
- "Glass Valley" (2021)
- "VNC" (2021)
- "Given" (2021)
- "Redshift" (2021)